# Princess of the year
「Princess of the year」（プリンセス・オブ・ザ・イヤー）とは、麻雀スリアロチャンネル・麻雀ウォッチにより共催される、女流プロによる麻雀の大会である。2020年度より「麻雀ウォッチ プリンセスリーグ」から現在の名称に変更された。

## 概要
スリアロチャンネルによる、女流リーグ戦。これまでもスリアロチャンネルの番組に出演してきた、最高位戦日本プロ麻雀協会・日本プロ麻雀協会・RMU・麻将連合所属選手が出場している。
2017年に開催されたシンデレラリーグの後となる、2018年開幕。シンデレラリーグ2017では女流強豪も若手も出場していたのに対して、プリンセスリーグは、タイトル経験者や各団体リーグ上位ランカーといった、女流の強豪のみが出場し、「麻雀界ナンバー1王女」の座をかけて争われる（それに伴い2018年以降のシンデレラリーグは若手女流の大会となった）。

## 方式

### 現行
プリンセスリーグ・シンデレラリーグ共通の方式となっている。

#### 予選
全24選手を、3ブロック各8名に分け実施された。各グループ内で各節4半荘を3節（1選手あたり12半荘）を実施。
- 各ブロック上位2名そのまま準決勝進出（6名）
- 各ブロック3位の選手は、プレーオフ2ndに進出（3名）
- 各ブロック4位の選手及び、5位の選手のうち最もポイントの多い1名は、プレーオフ1stに進出（4名）

#### プレーオフ
まず、「プレーオフ1st」として、2半荘を実施。上位1名のみ、各ブロック3位選手が待つ「プレーオフ2nd」に進出。
「プレーオフ2nd」も2半荘実施。上位2名が準決勝進出。

#### 準決勝
準決勝進出者8名を2卓に分け、それぞれ2半荘を実施。上位2名が、決勝に進出。

#### 決勝
4半荘を実施し、優勝者を決定する。

## ルール
- 東南戦
- クイタン、後ヅケあり
- 25,000点持ち30,000点返し（トップ者に+20）
- 順位点は +20、+10、▲10、▲20
- 一発、裏ドラ、カンドラ、カン裏ドラあり
- 赤牌あり（萬子、筒子、索子に各1枚）
- アガリ連荘
- オーラス、親のアガリやめ、テンパイやめなし
- ダブロン、トリプルロンなし

## 決勝成績
| 回                                                                 | 年   | 優勝       | 優勝     | 優勝     | 準優勝     | 準優勝   | 準優勝   | 3位        | 3位      | 3位      | 4位        | 4位      | 4位      | 出典  |
| 回                                                                 | 年   | 氏名       | 所属団体 | 決勝成績 | 氏名       | 所属団体 | 決勝成績 | 氏名       | 所属団体 | 決勝成績 | 氏名       | 所属団体 | 決勝成績 | 出典  |
| ------------------------------------------------------------------ | ---- | ---------- | -------- | -------- | ---------- | -------- | -------- | ---------- | -------- | -------- | ---------- | -------- | -------- | ----- |
| 1                                                                  | 2018 | 麻生ゆり   | 協会     | +186.2   | 大澤ふみな | 最高位   | +39.6    | 愛内よしえ | 協会     | -84.2    | 小宮悠     | RMU      | -141.6   | [ 2 ] |
| 2                                                                  | 2019 | 瑞原明奈   | 最高位   | +101.3   | 上田唯     | 協会     | +35.3    | 麻生ゆり   | 協会     | -8.5     | 野添ゆかり | 最高位   | -128.1   | [ 3 ] |
| 3                                                                  | 2020 | 小宮悠     | 最高位   | +40.5    | 三添りん   | 協会     | +40.3    | 石井あや   | 最高位   | +20.1    | 冨本智美   | 協会     | -100.9   | [ 4 ] |
| 4                                                                  | 2021 | 涼宮麻由   | 協会     | +65.4    | りんのなお | 協会     | +43.4    | 小宮悠     | 最高位   | -44.4    | 冨本智美   | 協会     | -64.4    | [ 5 ] |
| 5                                                                  | 2022 | 田なべもえ | 協会     | +82.9    | 佐月麻理子 | 協会     | +24.2    | 水崎ともみ | 協会     | +8.0     | 安達瑠理華 | 最高位   | -115.1   | [ 6 ] |
| 6                                                                  | 2023 | 柚花ゆうり | 協会     | +126.8   | 与那城葵   | 協会     | +56.2    | 御崎千結   | 協会     | -40.1    | 水口美香   | 協会     | -142.9   | [ 7 ] |
| 最高位は最高位戦日本プロ麻雀協会を、協会は日本プロ麻雀協会を指す。 |      |            |          |          |            |          |          |            |          |          |            |          |          |       |